# Gilbert Lagrue
Gilbert Lagrue est un médecin français, né le 17 novembre 1922 à Vitry-sur-Seine et mort le 11 novembre 2016 à Nogent-sur-Marne, dans le Val-de-Marne. Dans les années 1950, une grande partie de son internat et son clinicat ont été faits  en pédiatrie dans le service du professeur Robert Debré ; celui-ci lui a enseigné le transfert des connaissances obtenues en laboratoire à la pratique clinique.

## Biographie
Grâce à ses observations de clinique générale et de médecine expérimentale, il est nommé chercheur à l’INSERM, où il exerce une activité de recherches clinique et expérimentale. Il est directeur de l'unité de recherche "Hypertension artérielle" de 1966 à 1973 et de l'unité de recherche "Néphropathies expérimentales et humaines" de 1971 à 1984.
Devenu Professeur des universités et Praticien hospitalier, il a poursuivi l’étude des maladies rénales, de  l’Hypertension artérielle, en se focalisant sur la prévention du risque vasculaire. Il est un des pionniers de la tabacologie et de la lutte contre le tabac en France : en 1977, il crée l'une des premières consultations d’aide à l’arrêt du tabac,. Une fondation finançant la recherche médicale sur la dépendance tabagique et ses traitements porte son nom,.
À sa retraite en novembre 1991, il se consacre bénévolement à l’AP-HP, en s’intéressant notamment au tabagisme et au comportement des fumeurs.
Ses travaux de recherche clinique et biologique ont été publiés dans des revues référencées :
- Travaux  en néphrologie et sur l’hypertension artérielle
- Travaux sur la dépendance tabagique portant sur les marqueurs du tabagisme et le rôle des récepteurs nicotiniques et également sur son traitement, avec la mise au point d’une stratégie personnalisée d’aide à l’arrêt du tabac, en associant la pharmacothérapie et la thérapie cognitivo-comportementale.

En 2013, âgé de 91 ans, il publie un ouvrage sur le vieillissement et prodigue des conseils sur les trois piliers du « bien vieillir » : activité physique, nutrition et bannissement du tabac,,.

## Publications
- Gilbert Lagrue, Arrêter de fumer ?, Odile Jacob, 1998 traduit en allemand et espagnol
- G. Lagrue, H.J. Aubin et P. Dupont, Comment arrêter de fumer ?, Odile Jacob, 2003
- G. Lagrue, M. Reynaud et Ph. Parquet, Les pratiques addictives, Odile Jacob, 2003
- Gilbert Lagrue, Alerte au tabac et au cannabis, Odile Jacob, 2008
- Gilbert Lagrue, Bien vieillir, c’est possible, je l’ai fait, Odile Jacob, 2013